# SC Internacional (São Paulo)

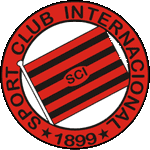
Logo des SC Internacional

Der Sport Club Internacional war ein brasilianischer Fußballverein aus São Paulo. Seine Vereinsfarben waren Schwarz-Rot.

## Geschichte
Der SC Internacional ist am 19. August 1899 als einer der ältesten Fußballvereine Brasiliens aus der von dem Hamburger Immigranten Hans Nobiling betriebenen Spielergemeinschaft gegründet wurden. Aufgrund eines Namensstreits hat Nobiling den Verein noch im selben Jahr verlassen und mit anderen Deutschstämmigen den SC Germânia gegründet. Im Jahr 1902 gehörten beide Klubs zu den fünf Gründervereinen der Staatsmeisterschaft von São Paulo, dem ältesten Fußballwettbewerb Brasiliens, die Internacional in den Jahren 1907 und 1928 selbst gewinnen konnte.
Nachdem der Verein in finanzielle Schieflage geraten war, fusionierte er 1933 mit dem Antarctica FC zum Clube Atlético Paulista, welcher wiederum 1938 in den heutigen Spitzenclub São Paulo FC eingegliedert wurde.

## Erfolge
- Meister von São Paulo: 1907, 1928